# Lloyd-Bahnhof

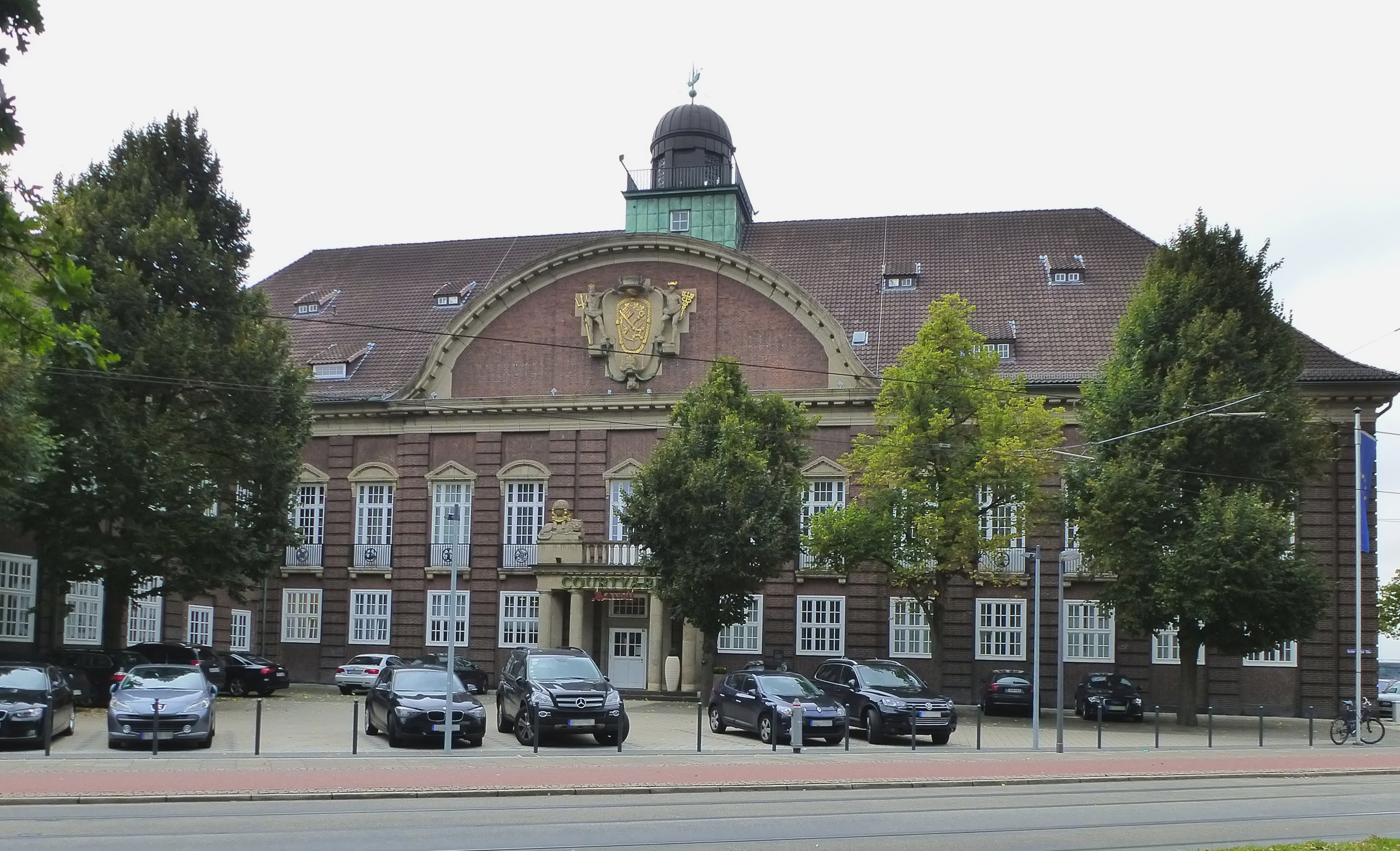
Lloyd-Bahnhof, Eingang zum Hotel

Der ehemalige Lloyd-Bahnhof in Bremen-Findorff steht beim Nordausgang des Hauptbahnhofs Bremen an der Ecke Gustav-Deetjen-Allee 2–6 und Theodor-Heuss-Allee 2. 
Das Gebäude steht seit 2001 unter Bremer Denkmalschutz.

## Gebäude
Der Lloyd-Bahnhof entstand 1913 nach Plänen des Architekten Rudolf Jacobs. Stadtbaumeister Adolf Muesmann hatte dabei auf eine rückspringende Bebauung mit einem „Ehrenhof“ gedrängt, daraus wurde ein zum Parkviertel offener Vorplatz. Das Hauptgebäude ist axial auf die Hohenlohestraße ausgerichtet. Linksseitig, zu den Bahngleisen hin, befindet sich der zweigeschossige Seitenflügel.
Das mächtige, neobarocke, zweigeschossige Verwaltungsgebäude mit seinen Klinkerfassaden aus der Zeit der Jahrhundertwendebauten hat einen markanten, fünfachsigen Eingangsportikus, darüber ein großes, rundes Giebelfeld mit dem Wappen des Norddeutschen Lloyds, das den Bremer Schlüssel und einen Anker zeigt. Die Gestaltung orientierte sich an Bauten aus dem 17./18. Jahrhundert in den Niederlanden. Sie sollte durch andere Jacobsbauten in Bremen wie die Staatliche Kunstgewerbeschule und das Postamt 5 eine regionale Bautradition begründen. Auf dem Walmdach steht der runde, offene Dachreiterturm mit Kupferverkleidung und einer maritimen Wetterfahne. Zentral im Haupthaus befand sich der über zwei Etagen reichende Wartesaal.

## Nutzung
Bauherr war die damals größte deutsche Reederei, der Norddeutsche Lloyd (NDL) in Bremen mit damals rund 60 Passagier- und Kombischiffen. Der Lloyd-Bahnhof diente als Gepäckabteilung und Auswandererbahnhof für die Schiffspassagiere, die dann nach Bremerhaven gebracht wurden, um vom Kaiserhafen II/III mit den Lloyddampfern vorwiegend nach Amerika zu fahren und zumeist auswanderten. Vom Lloyd-Bahnhof gelangten die Reisenden durch den inzwischen geschlossenen, schmalen Lloydtunnel zu den Bahnsteigen des Hauptbahnhofs.
Nur gut ein Jahr bis 1914 konnte das Haus zunächst diese Funktion wahrnehmen, als bedingt durch den Ersten Weltkrieg der überseeische Schiffsverkehr zum Erliegen kam. Erst nachdem ab 1922 der überseeische Passagierverkehr wieder vom Lloyd aufgenommen werden konnte, fand der Lloyd-Bahnhof in dieser Funktion mehr Beachtung. 1927, mit der Fertigstellung der Columbuskaje in Bremerhaven und dem bald folgenden Bahnhof am Meer, kam die direkte Eisenbahnanbindung zum Hinterland und der Lloyd-Bahnhof verlor erneut mehr und mehr seine ursprüngliche Bedeutung. Er wurde neben dem Lloydgebäude von 1910, dem Hauptsitz des Lloyds in Bremen, zweiter Verwaltungssitz der Reederei.
Am 28. Oktober 1938 wurden über den Lloyd-Bahnhof mindestens 80 Personen jüdischen Glaubens mit polnischer Staatsangehörigkeit über die polnische Grenze abgeschoben („Polenaktion“). Am 18. November 1941 ging von hier die Deportation von ca. 570 jüdischen Bürgern aus Bremen und dem Regierungsbezirk Stade in das Ghetto Minsk aus.
Nach dem Zweiten Weltkrieg wurde das beschädigte Lloydgebäude vom Land Bremen übernommen und der Hauptsitz der Reederei war nun im ehemaligen Lloyd-Bahnhof. 1970, nach der Fusion vom Norddeutschen Lloyd mit der gleich großen HAPAG zur Großreederei Hapag-Lloyd wurde der Standort in Bremen Zweitsitz der Reederei.
Heute sind in dem Verwaltungsflügel diverse Unternehmen ansässig, u. a. die Hapag-Lloyd AG, das Hapag-Lloyd Reisebüro und andere Reiseunternehmen und Dienstleistungsbetriebe. Durch den Abriss eines Nebengebäudes konnte an der Theodor-Heuss-Allee am Nordeingang des Hauptbahnhofs Bremen ein Hotel entstehen, das die repräsentativen Teile des Lloyd-Bahnhofs nutzt.

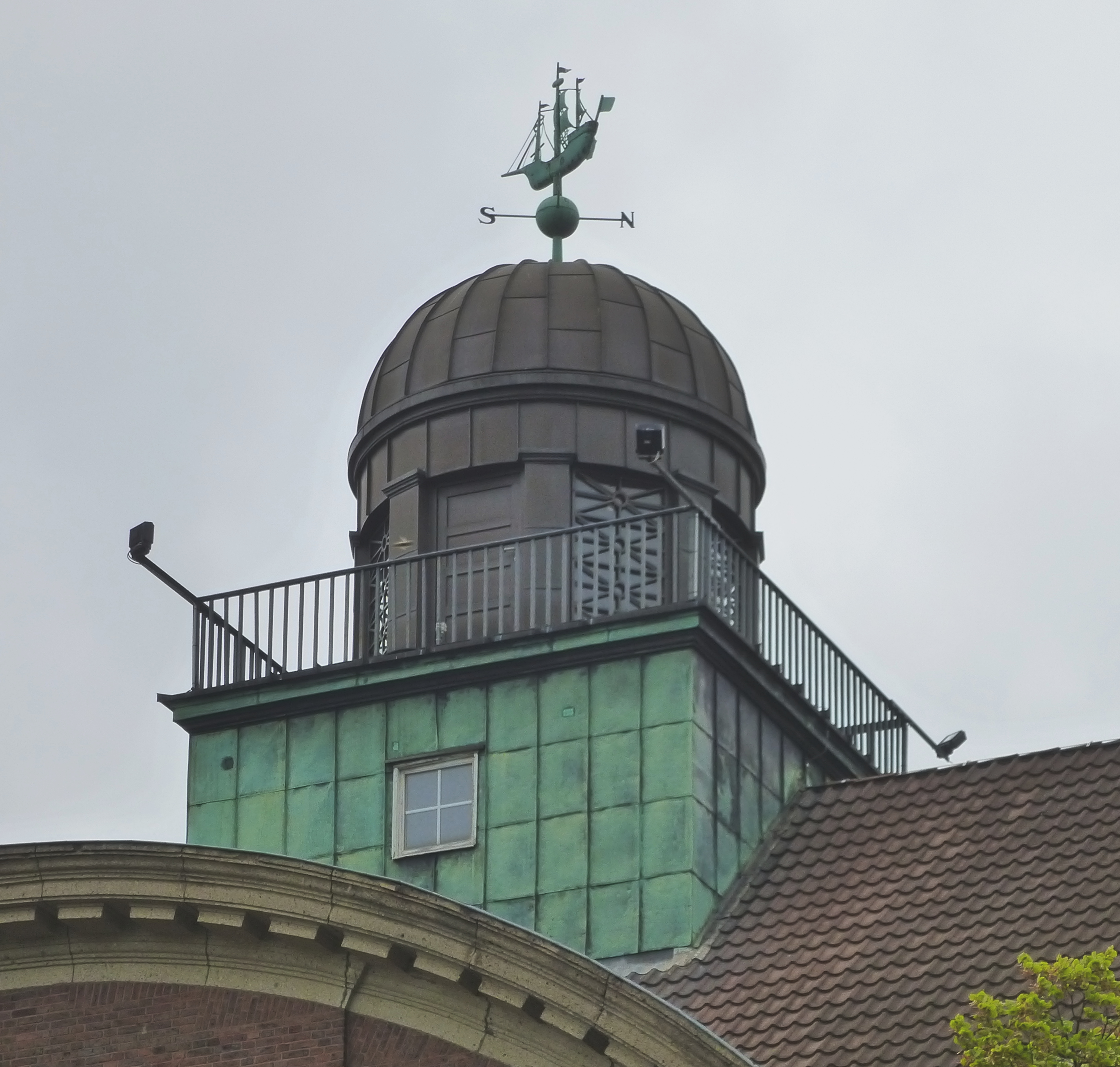
Dachreiterturm
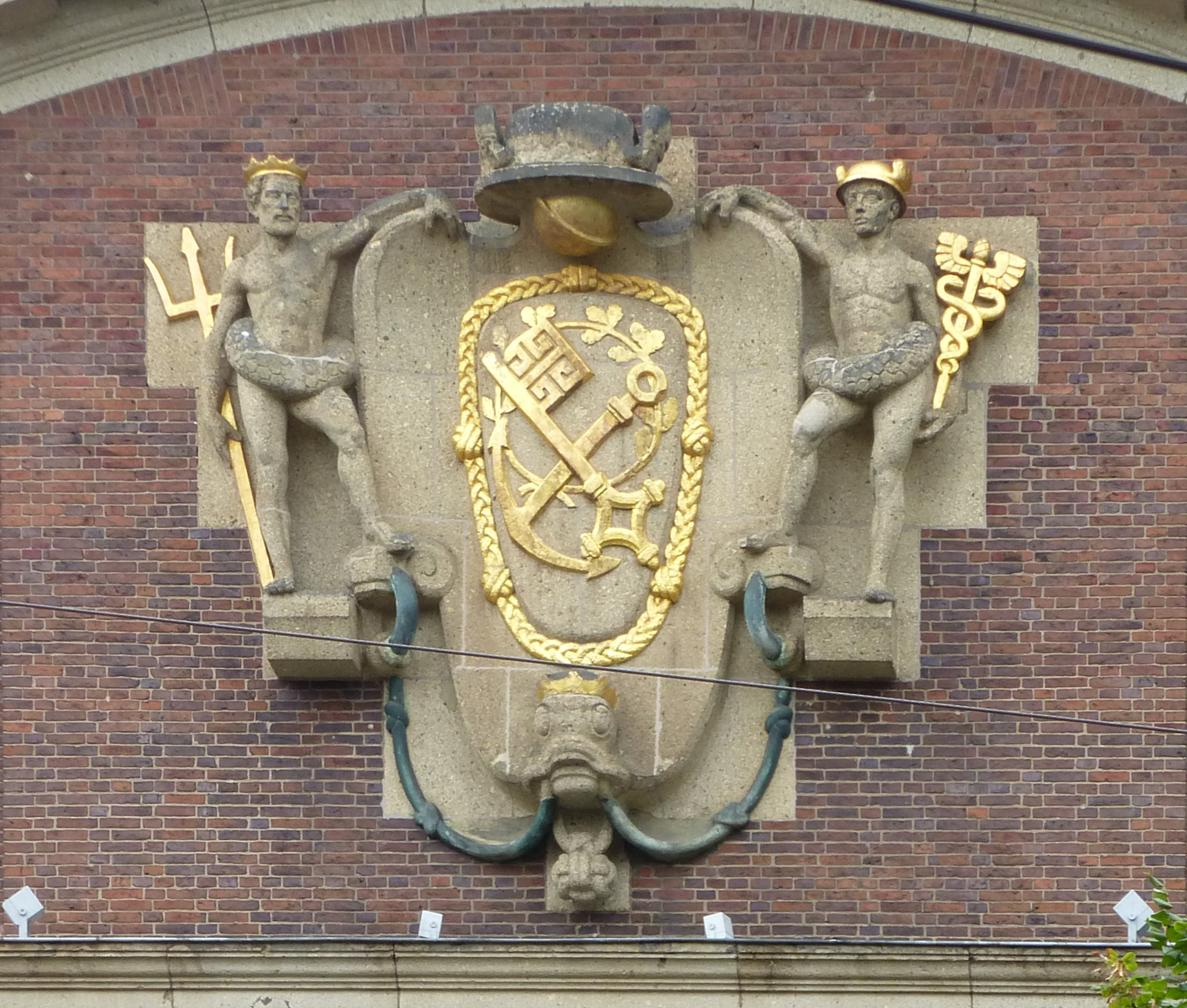
NDL-Wappen
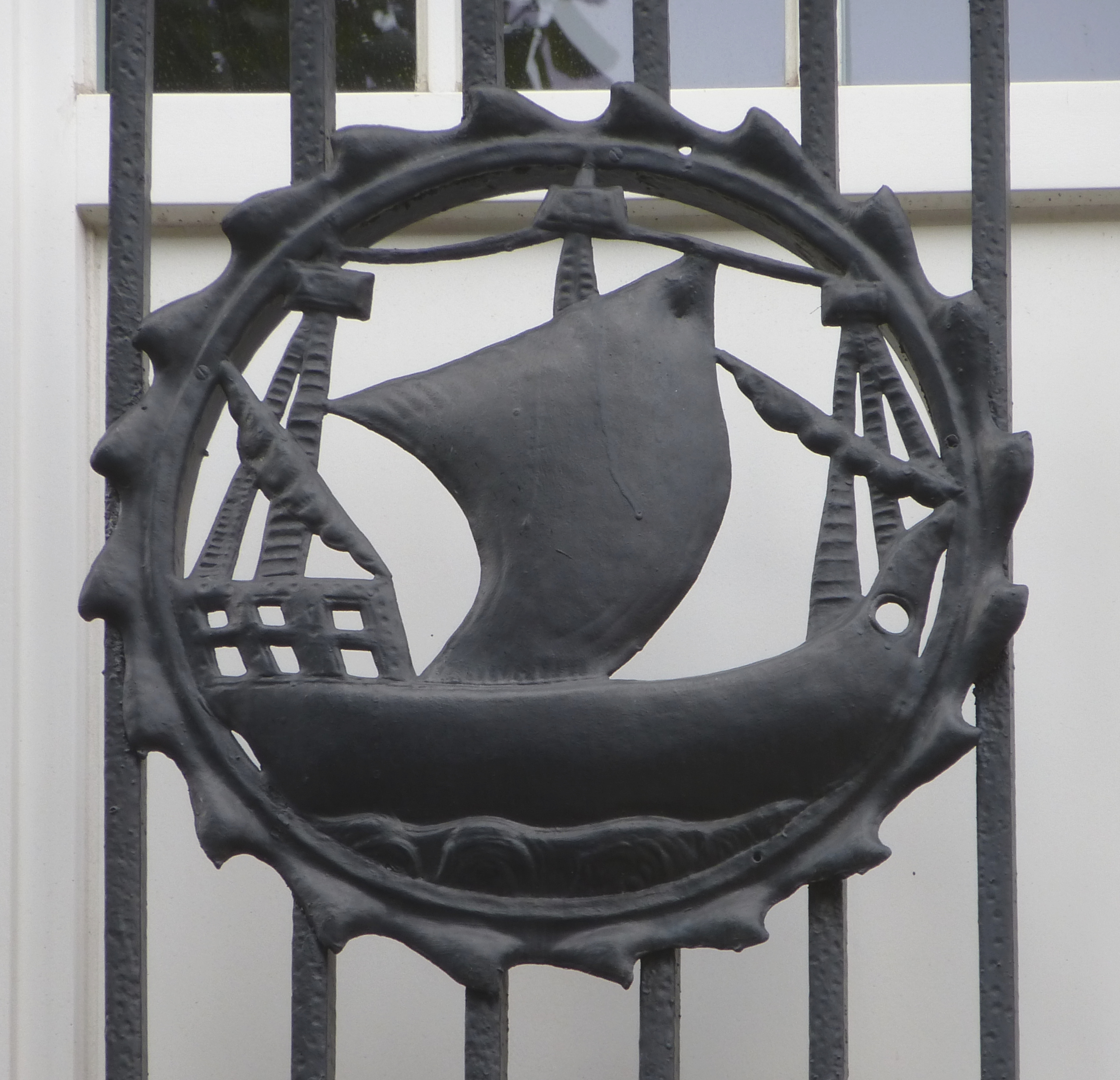
Maritimes Detail